# Not Too Young
Not Too Young – singel Sabiny Ddumby, wydany 30 października 2015, pochodzący z jej debiutanckiego albumu studyjnego Homeward Bound. Utwór napisali i skomponowali Carmen Reece, Nick Ruth, Gamal „LunchMoney” Lewis, Tinashe „T-Collar” Sibanda i sama wokalistka.
Singel był notowany na 7. miejscu na oficjalnej szwedzkiej liście sprzedaży i otrzymał certyfikat potrójnej platyny za sprzedaż w nakładzie przekraczającym 120 tysięcy kopii.
Przebój zdobył nominację do prestiżowych szwedzkich nagród Grammis 2016 w kategorii Wydawnictwo roku w gatunku hiphop/soul.

## Lista utworów
- Digital download[1]

1. „Not Too Young” – 4:03

## Notowania

### Pozycja na liście sprzedaży
| Kraj    | Notowanie (2015/2016) | Najwyższa pozycja | Certyfikat | Sprzedaż |
| ------- | --------------------- | ----------------- | ---------- | -------- |
| Szwecja | Sverigetopplistan     | 7                 | 3× platyna | 120 000+ |

## Nominacja
| Rok  | Nagroda | Kategoria                              | Rezultat  |
| ---- | ------- | -------------------------------------- | --------- |
| 2016 | Grammis | Wydawnictwo roku w gatunku hiphop/soul | Nominacja |